# لينا غيران
لينا غيران (بالفرنسية: Lina Guérin)‏ هي لاعبة سباعيات رغبي ‏ فرنسية، ولدت في 16 أبريل 1991 في باريس في فرنسا.

## وصلات خارجية
- لينا غيران على موقع سلسلة سباعيات الرغبي العالمية للسيدات (الإنجليزية)
- لينا غيران على موقع اللجنة الأولمبية الدولية (الإنجليزية)
- لينا غيران على موقع أوليمبيديا (الإنجليزية)
- لينا غيران على موقع اللجنة الأولمبية الفرنسية (مؤرشف) (الفرنسية)